# 越後屋書店
越後屋書店（えちごやしょてん）は、株式会社SOLDOUTが新潟をはじめとして店舗を展開するビデオ販売店チェーン。元となるゲームセンターの出店場所や、経営の中心が新潟だったことに由来し、マスコットキャラクターに和装の男女や、白マゲの翁（米爺）、くノ一（ユキノちゃん）が採用されている。
新潟、船橋、荻窪、浪速などに店舗を持ち、DVD・ブルーレイのほか、書籍や、漫画・アニメ同人誌、音楽CD、などを取扱い、店舗によってはゲームセンターやインターネットカフェが併設されている。

## 店舗一覧
新潟県
- 越後屋書店本店（休業）

- 越後屋書店長岡インター店
- 越後屋書店白根店

東京都
- 越後屋書店荻窪店（閉店）

千葉県
- 越後屋書店船橋店（閉店）

大阪
- 越後屋書店日本橋店（閉店）